# Onorato (prefetto)
Onorato (latino: Honoratus; fl. 353-361) è stato un prefetto romano di età tardo imperiale.

## Biografia
Onorato faceva parte dell'amministrazione imperiale della parte orientale dell'impero, dal 337 sotto il governo dell'imperatore Costanzo II. Nel 353 venne promosso da consolare della Siria a comes Orientis del cesare d'Oriente Costanzo Gallo.
Impegnato in Occidente contro l'usurpatore Magnenzio, ma al contempo sospettoso del cugino Gallo, Costanzo aveva scelto uomini fidati per l'amministrazione dell'Oriente: questi uomini, formalmente alle dipendenze del cesare, in realtà rispondevano direttamente all'imperatore. Gallo si sforzò, non di meno, per sanzionare la propria autorità sui funzionari che almeno formalmente erano alle sue dipendenza. In una occasione, poco dopo la nomina di Onorato, Gallo ordinò la condanna a morte di un certo Clemazio di Alessandria d'Egitto: il processo venne demandato al comes Orientis Onorato, ma siccome la suocera di Clemazio aveva versato una somma di denaro a Costantina (moglie di Gallo e sorella di Costanzo II) per farlo condannare, la sentenza era stata già decisa. Onorato eseguì la condanna a morte, però andò poi a rapporto da Tallasio, prefetto del pretorio d'Oriente, che protestò a sua volta per l'ingerenza di Gallo in questioni che non lo riguardavano (il comminare una condanna a morte), sia con Gallo che direttamente con Costanzo. Gallo entrò in contrasto anche con la classe senatoriale di Antiochia, condannandone molti a morte con l'accusa di aver speculato sul prezzo del grano. Questa volta Onorato si rifiutò di eseguire le sentenze, e l'intervento di Tallasio fece sì che questi esponenti del concilio cittadino fossero salvati, ribadendo al contempo l'indipendenza del prefetto rispetto al cesare. Successivamente, e forse in relazione al suo intervento, Onorato fu sostituito da Nebridio.
Tra il 355 e il 357 fu Prefetto del pretorio delle Gallie: dopo essere stato sostituito da Florenzio, si recò a vivere in Bitinia. Tra l'11 dicembre 359 e il 361 fu il primo Praefectus urbi di Costantinopoli; in tale veste presiedette al processo del teologo Ezio.